# Martina Brockmeier
Martina Brockmeier (* 10. August 1961 in Osnabrück) ist eine deutsche Agrarökonomin und Professorin für Internationalen Agrarhandel und Welternährungswirtschaft an der Universität Hohenheim. Seit dem 1. Juli 2022 ist sie Präsidentin der Leibniz-Gemeinschaft.

## Lebenslauf
Martina Brockmeier studierte Ernährungswissenschaften mit Fachrichtung Ernährungsökonomie an der Justus-Liebig-Universität Gießen und beendete das Studium im September 1988 mit der Verleihung des Diploms. Nach dem Studium promovierte sie im September 1993 mit einer Doktorarbeit zum Thema Ökonomische Analyse der Nahrungsmittelqualität. Im Jahr 2002 habilitierte sie sich im Fach Agrar- und Ernährungsökonomie an der Justus-Liebig-Universität Gießen. Die Habilitationsschrift befasst sich mit den Ökonomischen Auswirkungen der EU-Osterweiterung auf den Agrar- und Ernährungssektor und wurde durch ein Habilitationsstipendium der Deutschen Forschungsgemeinschaft (DFG) ermöglicht. Während ihrer Habilitation war sie Visiting Fellow am Center for Global Trade Analysis der Purdue University (USA, August 1994 bis Mai 1995) und am Centre for International Economic Studies der University of Adelaide (Australien, Mai bis November 1998). Im Februar 1998 erhielt sie einen Ruf an das Thünen-Institut in Braunschweig, wo sie von Februar 1999 bis Juli 2009 das Institut für Marktanalyse und Agrarhandelspolitik leitete. Im August 2009 nahm sie einen Ruf an die Universität Hohenheim an, wo sie bis Juni 2022 den Lehrstuhl für Internationalen Agrarhandel und Welternährungswirtschaft am Institut für Tropische Agrarwissenschaften in der Fakultät Agrarwissenschaften innehatte.

## Forschungsschwerpunkte
Brockmeiers Forschungsschwerpunkte liegen im Bereich der Agrarökonomie und -politik, wo sie sich auf den internationalen Handel mit Agrar- und Ernährungsprodukten, insbesondere auf regionale und multilaterale Handelsabkommen und deren Auswirkungen auf Entwicklungsländer und die globale Ernährungssicherung konzentriert. Methodisch ist sie auf Modellierungen mit Hilfe von Allgemeinen Gleichgewichtsmodellen, insbesondere mit dem Mehr-Regionen Gleichgewichtsmodell GTAP (Global Trade Analysis Model) spezialisiert.

## Wissenschaftspolitik
Martina Brockmeier ist seit 1999 Mitglied im Advisory Board von GTAP (Global Trade Analysis Project) der Purdue University (USA). Im Jahr 2001 wurde sie für den Senatsausschuss Evaluierung (SAE) der Leibniz-Gemeinschaft nominiert, dem sie bis 2009 als Mitglied angehörte. Von der Deutschen Forschungsgemeinschaft (DFG) wurde sie 2010 für AcademiaNet nominiert. In den Jahren 2008 bis 2016 war sie gewählte Vertreterin des Fachs Agrarökonomie im Fachkollegium Agrar-, Forstwissenschaften und Tiermedizin (207) der Deutschen Forschungsgemeinschaft. Als Dekanin leitete sie in den Jahren 2012 bis 2014 die Fakultät Agrarwissenschaften der Universität Hohenheim. Im Jahr 2014 wurde sie in den deutschen Wissenschaftsrat berufen und war von 2016 bis 2017 stellvertretende Vorsitzende der wissenschaftlichen Kommission des deutschen Wissenschaftsrats. Von 2017 bis Januar 2020 war sie Vorsitzende des deutschen Wissenschaftsrats.
Seit Juli 2022 ist Martina Brockmeier Präsidentin der Leibniz-Gemeinschaft, einer der vier großen außeruniversitären Wissenschaftsorganisationen Deutschlands.

## Auszeichnungen
- Mitglied im Wissenschaftsrat, seit 2014
- Mitglied im Senatsausschuss Evaluierung (SAE) der Leibniz-Gemeinschaft, 2001–2009
- DFG-Habilitationsstipendium, 1994–1998
- Alan A. Powell Award, Center for Global Trade Analysis, Purdue University, USA, 2002
- Research Fellow des Global Trade Analysis Project (GTAP), Purdue University, USA

## Ausgewählte Veröffentlichungen
- K. Urban, H. G. Jensen, M. Brockmeier: How Decoupled Is the Single Farm Payment and Does it Matter for International Trade? In: Food Policy. Band 59, 2016, S. 126–138.
- F. Yang, E. Bekkers, M. Brockmeier, F. Francois: Pass-Through, Food Prices, and Food Security. In: Journal of Agricultural Economics. Band 66, Nr. 3, 2015, S. 796–811.
- T. Engelbert, B. Bektasoglu, M. Brockmeier: Moving toward the EU or the Middle East? An assessment of Alternative Turkish Foreign Policies Utilizing the GTAP Framework. In: Food Policy. Band 47, 2014, S. 46–61.
- M. Brockmeier, B. Bektasoglu: Model Structure or Data Aggregation Level: Which Leads to Greater Bias of Results? In: Journal of Economic Modelling. Band 38, Nr. 1, 2014, S. 238–245.
- M. Brockmeier, J. Pelikan: Agricultural Market Access: A Moving Target in the WTO Negotiations. In: Food Policy. Band 33, 2008, S. 250–259.
- J. Pelikan, M. Brockmeier: To What Extent do Tariff Aggregation Measures Influence the Outcome of Empirical Analyses? In: Canadian Journal of Agricultural Economics. Band 56, Nr. 4, 2008, S. 413–427.
- T. W. Hertel, M. Brockmeier, P. V. Swaminathan: Sectoral and Economywide Analysis of Integrating Central and East European (CEE), Countries into the European Union (EU): Implications of Alternative Strategies. In: European Review of Agricultural Economics. Band 24, Nr. 3/4, 1997, S. 359–386.
- M. Brockmeier: A Graphical Exposition of the GTAP-Model. GTAP Technical Paper No. 8, University Purdue 1996.